# Havøya
Havøya (płn.-lap. Ávvá) – wyspa w północnej części Norwegii, na pograniczu mórz Norweskiego i Barentsa, w okręgu Troms og Finnmark, w gminie Måsøy. Siedziba administracji wyspy znajduje się w miejscowości Havøysund. Powierzchnia Havøi wynosi 7,2 km².